# Bound for Glory (2023)
Bound for Glory (2023) – gala wrestlingu organizowana przez amerykańską federację Impact Wrestling (IW), która była nadawana na żywo w systemie pay-per-view i za pośrednictwem platformy Fite.tv. Odbyła się 21 października 2023 w Cicero Stadium w Cicero w stanie Illinois. Była to dziewiętnasta gala z cyklu Bound for Glory, a zarazem czwarte per-per-view IW w 2023.
Na gali odbyło się osiem walk, w tym jedna nagrana na odcinek Impact Main Event Mondays. W walce wieczoru, Alex Shelley pokonał Josha Alexandera broniąc Impact World Championship. W innych ważnych walkach, Trinity pokonała Mickie James poprzez submission broniąc Impact Knockouts World Championship oraz Will Ospreay pokonał Mike’a Baileya.
Gala była godna uwagi debiutami Juventuda Guerrery i Sonny Kiss w Impact Wrestling oraz powrotem Matta Cardony. Była to także ostatnia gala pay-per-view firmy pod nazwą Impact Wrestling, ponieważ firma powróciła do swojego poprzedniego pseudonimu Total Nonstop Action Wrestling na Hard To Kill.

## Tło
25 stycznia 2023 roku, Impact Wrestling ogłosił, że Bound for Glory odbędzie się 21 października 2023 w Cicero Stadium w Cicero w stanie Illinois.

## Rywalizacje
Bound for Glory oferowało walki wrestlingu z udziałem różnych zawodników na podstawie przygotowanych wcześniej scenariuszy i rywalizacji, które są realizowane podczas cotygodniowych odcinków programu Impact!. Wrestlerzy odgrywają role pozytywnych (face) lub negatywnych bohaterów (heel), którzy rywalizują pomiędzy sobą w seriach walk mających budować napięcie.

### Will Ospreay vs. Mike Bailey
Podczas Emergence, Impact ogłosiło, że mistrz Stanów Zjednoczonych w wadze ciężkiej IWGP z NJPW Will Ospreay powróci do federacji na Bound for Glory. Jego przeciwnik został później ujawniony jako Mike Bailey w drugim tygodniu Impact! 1000, walka, która pierwotnie miała się odbyć na Multiverse United w marcu, zanim Ospreay doznał kontuzji.

### Pojedynek o Impact World Championship
6 kwietnia na odcinku Impact!, z powodu naderwania tricepsa Josh Alexander został zmuszony do zwakowania mistrzostwa świata Impact. Pod jego nieobecność tytuł trzymali Steve Maclin, a później Alex Shelley, a Alexander powrócił, by skonfrontować się z Shelleyem pod koniec Slammiversary. W następnych tygodniach, Shelley sprzeciwił się Alexanderowi, który nazwał mistrzostwo świata Impact „swoim” tytułem, ponieważ nigdy nie został za niego pokonany. Obaj nadal pozostawaliby niechętnymi sojusznikami, jednak Shelley w pewnym momencie porzucił Alexandera, gdy ten miał kłopoty, na przykład podczas Emergence. W drugim tygodniu Impact! 1000, Impact ogłosił, że Alexander zmierzy się z Shelleyem o mistrzostwo świata Impact na Bound for Glory.

### Pojedynek o Impact X Division Championship
28 września na odcinku Impact!, po tym jak Chris Sabin obronił mistrzostwo Impact X Division przeciwko Alanowi Angelsowi, odtworzono pakiet wideo ogłaszający powrót Kenty do Impactu na Bound for Glory. Później tego wieczoru Impact ogłosił, że podczas tej gali Sabin będzie bronił tytułu X Division przeciwko Kencie.

### Pojedynek o Impact Knockouts World Championship
13 kwietnia na odcinku Impact!, Mickie James została zmuszona do zwakowania mistrzostwa świata Impact Knockouts z powodu złamanego żebra. Deonna Purrazzo and Trinity zostały mistrzami pod nieobecność James. W pierwszym tygodniu Impact! 1000, James powróciła po kontuzji, współpracując z obecną mistrzynią Trinity, aby wygrać 10-Knockout tag team matchu w drugim tygodniu. Chociaż podczas świętowania po walce James wyraźnie patrzyła na pas mistrzowski Trinity. Na odcinku z następnego tygodnia, Trinity pokonała Gisele Shaw w walce wieczoru bez tytułu na szali, po czym została zaatakowana przez Shaw i SHAWntourage (Savannah Evans i Jai Vidal). Jednak James pojawiła się, aby pomóc mistrzyni odeprzeć współpracowników Shaw. James rozmawiała później z Trinity o tym, jak zdobyła swój tytuł, ale przypomniała jej, że sama nigdy go nie straciła. James wyzwała Trinity na walkę o Knockouts World Championship w Bound for Glory, co Impact ogłosiło oficjalnie na swojej stronie internetowej.

### Call Your Shot Gauntlet
28 września na odcinku Impact, ogłoszono Call Your Shot Gauntlet na Bound for Glory, a zwycięzca jak zawsze zdobędzie trofeum, za pomocą którego będzie mógł skorzystać z wybranej przez siebie szansy na mistrzostwo w dowolnym czasie i miejscu. ten-person tag team match został ogłoszony na następny tydzień, w którym Champagne Singh, Dirty Dango, Eric Young, Jake Something i Jordynne Grace pokonali Bully’ego Raya, Briana Myersa, Sherę, Jody Threat i KiLynn King. W następnym tygodniu, cała piątka miała zmierzyć się ze sobą, gdzie Dango – z pomocą Olega Prudiusa (dawniej Vladimira Kozlova w WWE) – przypiął Somethinga, aby zdobyć ostatnie miejsce w gauntlet matchu, a Something został zmuszony do wejścia z pierwszego miejsca.

### Pojedynek o Impact World Tag Team Championship
Na Slammiversary, ABC (Ace Austin i Chris Bey) bronili swoich mistrzostw Impact World Tag Team przeciwko Brianowi Myersowi i Moose’owi, Richowi Swannowi i Samiemu Callihanowi oraz Subculture (Markowi Andrewsowi i Flashowi Morgan Websterowi). W końcowych momentach walki pojawili się The Rascalz (Trey Miguel i Zachary Wentz) i zneutralizowali ABC z walki, pozwalając Andrewsowi przypiąć Myersa i Subculture do zdobycia tytułów. Na kolejnym odcinku Impact!, ABC powołało się na klauzulę rewanżu, aby rzucić wyzwanie Subkulturze o tytuły, ale ponownie przegrało z powodu interwencji Rascalz. Na Emergence, The Rascalz pokonali Subculture i zdobyli tytuły tag team, gdzie podczas zewnętrznej interwencji Dani Luny, ABC i The Good Hands (John Skyler i Jason Hotch) pozwolili Miguelowi oślepić Webstera farbą w sprayu przed przypięciem go. Na pierwszym tygodniu Impact! 1000, Bey wziął udział w Feast or Fired matchu, zdobywając walizkę 3, która zawierała szansę na tytuł tag team. 5 października, Impact ogłosił, że Bey i Austin skorzystają z tej okazji na Bound for Glory w ramach mistrzostw Impact World Tag Team. 12 października na odcinku Impact!, The Rascalz skutecznie obronił tytuły przeciwko Richowi Swannowi i Sami Callihanowi, teraz zmierzy się z ABC na Bound for Glory.

## Wyniki walk
| Nr                                                                                    | Wyniki | Stypulacje | Czas  |
| ------------------------------------------------------------------------------------- | --- | --- | ----- |
| 1D                                                                                    | MK Ultra (Killer Kelly i Masha Slamovich) pokonały Deonnę Purrazzo i Tashę Steelz                          | Tag team match o Impact Knockouts World Tag Team Championship | 7:44  |
| 2                                                                                     | Chris Sabin (c) pokonał Kentę poprzez pinfall                                                              | Singles match o Impact X Division Championship | 11:28 |
| 3                                                                                     | PCO pokonał Rhino, Steve’a Maclina i Moose’a poprzez pinfall                                               | Monster’s Ball match | 11:09 |
| 4                                                                                     | ABC (Ace Austin i Chris Bey) pokonali The Rascalz (Treya Miguela i Zachary’ego Wentza) (c) poprzez pinfall | Tag team match o Impact World Tag Team Championship Bey wykorzystał kontrakt z Feast or Fired. | 9:49  |
| 5                                                                                     | Will Ospreay pokonał Mike’a Baileya poprzez pinfall                                                        | Singles match | 17:58 |
| 6                                                                                     | Jordynne Grace wygrała eliminując jako ostatniego Bully’ego Raya                                           | 20-osobowy Intergender Call Your Shot Gauntlet Zwycięzca otrzymuje trofeum i kontrakt, z którego może skorzystać w dowolnym momencie w ciągu jednego roku na wybrany przez siebie pojedynek o mistrzostwo. | 28:56 |
| 7                                                                                     | Trinity (c) pokonała Mickie James poprzez submission                                                       | Singles match o Impact Knockouts World Championship | 11:59 |
| 8                                                                                     | Alex Shelley (c) pokonał Josha Alexandera poprzez pinfall                                                  | Singles match o Impact World Championship | 22:32 |
| (c) – mistrz/mistrzyni przed walkąD – walka była dark matchem (nietransmitowana w TV) | | |       |

### Call Your Shot Gauntlet
| Nr | Wrestler/ka       | Wyeliminowany/a przez         | Nr eliminacji | Eliminacje |
| -- | ----------------- | ----------------------------- | ------------- | ---------- |
| 1  | Jake Something    | Matta Cardonę i Briana Myersa | 15            | 2          |
| 2  | Eddie Edwards     | Erica Younga                  | 5             | 1          |
| 3  | Kenny King        | Juventuda Guerrerę            | 1             | 0          |
| 4  | Juventud Guerrera | Eddiego Edwardsa              | 3             | 1          |
| 5  | Johnny Swinger    | Gisele Shaw                   | 2             | 0          |
| 6  | Gisele Shaw       | Sonny Kiss                    | 4             | 1          |
| 7  | Jody Threat       | Jonathana Greshama            | 9             | 0          |
| 8  | KiLynn King       | Bully’ego Raya                | 17            | 0          |
| 9  | Sonny Kiss        | Matta Cardonę i Briana Myersa | 7             | 1          |
| 10 | Bully Ray         | Jordynne Grace                | 19            | 1          |
| 11 | Matt Cardona      | Jordynne Grace                | 18            | 5          |
| 12 | Jordynne Grace    | Zwyciężczyni                  | —             | 2          |
| 13 | Eric Young        | Matta Cardonę                 | 13            | 1          |
| 14 | Joe Hendry        | Briana Myersa                 | 6             | 0          |
| 15 | Brian Myers       | Matta Cardonę                 | 16            | 6          |
| 16 | Heath             | Briana Myersa                 | 8             | 0          |
| 17 | Frankie Kazarian  | Matta Cardonę i Briana Myersa | 11            | 0          |
| 18 | Rich Swann        | Briana Myersa                 | 12            | 0          |
| 19 | Jonathan Gresham  | Jake’a Somethinga             | 14            | 1          |
| 20 | Dirty Dango       | Jake’a Somethinga             | 10            | 0          |